# Arkadi Samoilowitsch Schaichet
Arkadi Samoilowitsch Schaichet, russisch Аркадий Самойлович Шайхет (* 1898 in Nikolajew; † 18. November 1959 in Moskau) war ein sowjetischer Fotograf.

## Leben
Schaichet entstammte einer mittellosen jüdischen Familie. Er konnte nur eine vierklassige Volksschule besuchen und arbeitete zunächst als Mechanikerlehrling auf der Schwarzmeer-Werft in Nikolajew. 1922 zog er nach Moskau und war dort Retuscheur in einem Porträtatelier, ab 1924 Fotoreporter bei der Zeitschrift Ogonjok. 1927 wurde er aufgrund einer Denunziation durch den NKWD verhaftet und im Butyrka-Gefängnis verhört, dann aber freigelassen. 1928 erhielt er die erste offizielle Auszeichnung.
In den 1930er Jahren arbeitete er als  Bildjournalist für UdSSR im Bau. 1931 schuf er die Fotoreportage 24 Stunden im Leben der Familie Filippow (gemeinsam mit Max Alpert, Lew Mescheritschew und Solomon Tules).
Während des Deutsch-Sowjetischen Krieges war Arkadi Schaichet Frontkorrespondent für Frontowaja illjustrazia. Er machte über 10.000 Kriegsfotografien und wurde mit dem Rotbannerorden und dem Orden des Vaterländischen Krieges II. Klasse ausgezeichnet.

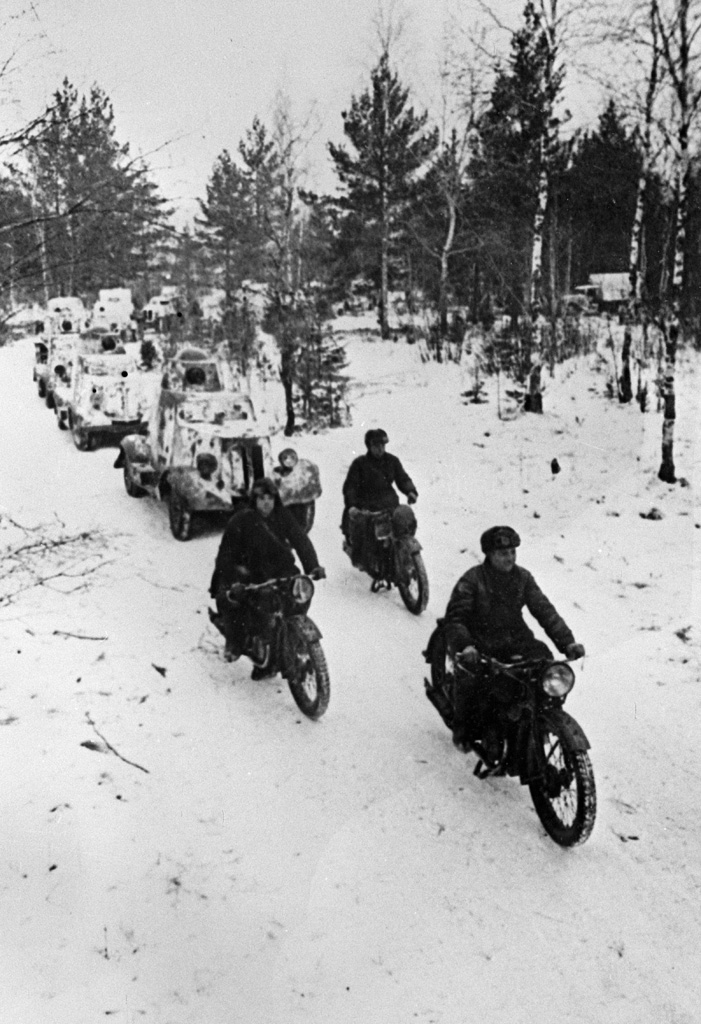
A. Schaichet: Sowjetische Aufklärungseinheit (Dezember 1941)